# Pierre Amilhau
Pierre Amilhau, né le 3 avril 1793 à Toulouse (Haute-Garonne) et mort le 29 juin 1860 dans la même ville, est un homme politique français.

## Biographie
Pierre Catherine Amilhau naît le 3 avril 1793, rue de la Pomme, au domicile de ses parents, Jules Amilhau, notaire, et Marie-Marguerite Arnaud. Il commence une carrière d'avocat à Toulouse. Il est procureur du roi à Toulouse en 1830, puis président de chambre à la cour d'appel de Toulouse en 1832, avant d'être nommé premier président de la cour d'appel de Pau en 1836.
Dans le même temps, il poursuit une carrière politique. Il est député de la Haute-Garonne de 1831 à 1846, siégeant dans la majorité soutenant les ministères de la Monarchie de Juillet. 
Son frère, Joseph Amilhau, poursuit une carrière de notaire, comme son neveu, Jules Amilhau, notaire et maire de Toulouse de 1865 à 1867. Pierre Amilhau meurt à son domicile, rue Saint-Jacques (actuel no 1).

## Distinctions
- Commandeur de la Légion d'honneur (1842)